# Christoph Rihs
Christoph Rihs (* 21. Mai 1957 in Beirut, Libanon) ist ein Schweizer Künstler.

## Leben
Rihs kam als Jugendlicher von Beirut in die Schweiz nach Biel/Bienne. 1977 machte er dort seine Matura. Von 1980 bis 1986 studierte er Bildende Kunst und Architektur bei Christian Megert an der Kunstakademie Düsseldorf. 1982 erhielt er ein eidgenössisches Stipendium, 1984 bis 1985 lebte er als Stipendiat am Schweizer Institut in Rom. 1990 erhielt er schliesslich ein Arbeitsstipendium der Stiftung Kunstfonds Bonn.
Von 1990 bis 1993 nahm er einen Lehrauftrag an der Kunstakademie Düsseldorf wahr. 1994 gewann er den 1. Preis beim Wettbewerb zur Gestaltung des Kühlturms 1 am Kraftwerk Meppen. Einen weiteren Lehrauftrag erfüllte er 2001 bis 2002 an der Bauhaus-Universität Weimar. 2003–2004 war er Gastprofessor für Freie Kunst, Fakultät Gestaltung, wiederum an der Bauhaus-Universität Weimar.
2008 erhielt er ein Arbeitsstipendium der Kulturstiftung Thüringens. Von 2008 bis 2009 war er ausserdem Gastkünstler am Young Eun Museum Gwangju (Südkorea).
2012 arbeitete er in Kairo in einem der Gastateliers der Schweizerischen Städtekonferenz Kultur.
Christoph Rihs ist Mitglied im Deutschen Künstlerbund. Er arbeitet und lebt in Weimar, Biel und in Bourguignon (Frankreich).

## Werke

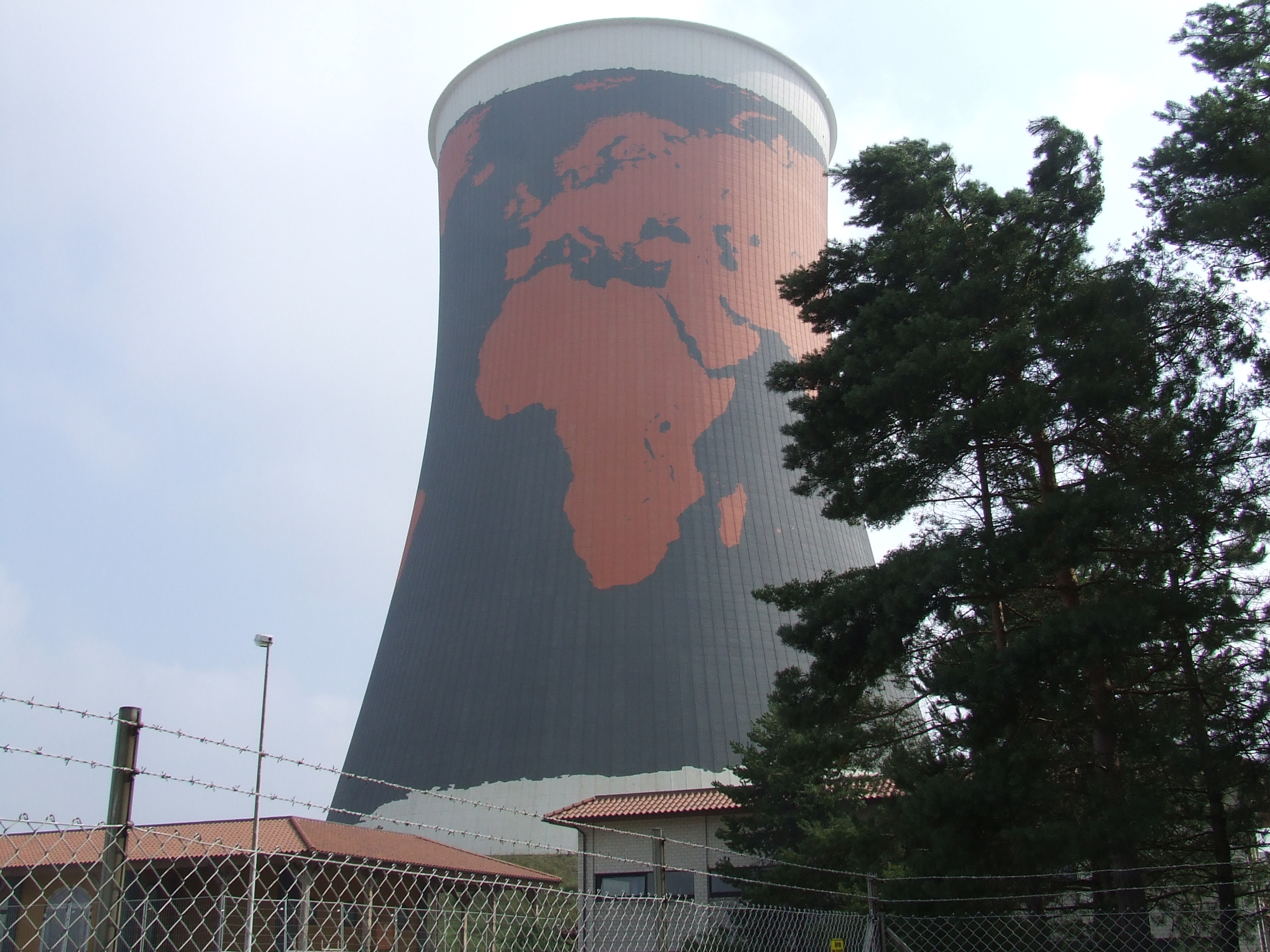
Weltbild (1994) – Bemalung auf dem Kühlturm des Kraftwerks Meppen-Hüntel. Laut Guinness-Buch der Rekorde die größte Weltkarte der Welt.

- 1981: Dufourstr – In Kreide festgehaltene Bewegungsabläufe. Die entstandenen Bilder sind »ähnlich denen eines Balletttänzers« (Marie Luise Syring)
- 1983: Seh-Raum, auch Egoversum genannt.
- 1984: mondo mio
- 1985: osservatorio romano mit Bezügen zur gleichnamigen astronomische Beobachtungsstation wie zur Vatikanzeitung Osservatore Romano
- 1989: L'enterrement
- 1991: Weltbilder
- 1994: Weltbild – Gestaltung der Aussenseite des Kühlturms eines Gaskraftwerkes in Meppen-Hüntel (Umsetzung der Arbeit nach Gewinn einer Ausschreibung unter dem Vorsitz von Ulrich Krempel)
- 1999: Bols in Meiningen. Modell dafür stand der Erdapfel des Kosmografen Martin Behaim (1492)
- 2000: Fisch / Schiff im Erfurter Dom, eine Edelstahlplastik mit Aluminiumspanten, welche als Hybridwesen aus Schiff und Fisch verstanden werden kann.
- 2006: Photographische Collagen, zusammengesetzt aus bis zu 200 Einzelbildern. Galerie Jenoptik, Jena und Musée d’Art et d’Histoire, Neuchatel.
- 2008: "jardin pétrifié" – ein "Herbarium" in Betonplatten. Installation in Faux Mouvement, Metz